# 너의 좋은 부분
〈너의 좋은 부분〉(あなたの好きなところ 아나타노 스키나 토코로[*])은 일본의 여성 가수 니시노 카나의 28번째 싱글로, 2016년 4월 27일에 SME 레코드에서 발매되었다. 전작 〈취급 설명서〉에서 약 7개월 만의 싱글이다.

## 수록곡
- 전체 작사: 니시노 카나

| #            | 제목                                    | 재생 시간 |
| ------------ | --------------------------------------- | --------- |
| 1.           | 〈あなたの好きなところ→너의 좋은 부분〉 | 4:42      |
| 2.           | 〈A HA HA〉                             | 3:17      |
| 3.           | 〈Thank you very much〉                 | 4:46      |
| 총 재생 시간 | 총 재생 시간                            | 12:45     |

## 차트 성적
- 오리콘 싱글 차트: 주간 최고 5위